# Гаїчка японська
Гаїчка японська (Sittiparus varius) — вид горобцеподібних птахів родини синицевих (Paridae).

## Опис
Невеликий рухливий птах, розмірами трохи дрібніший за горобця, завдовжки 12—14 см і масою 16—18 г, з довжиною крила 6,0—7,8 см. Спина, хвіст і крила блакитно-сірі. Голова і горло чорні. Лоб, щоки і нижня сторона тіла білі з рудим нальотом. Боки тіла яскраво-руді. Голос — дзвінке «ци-ци-ції» або «тжее-тжее».

## Поширення
Поширений в Японії, Кореї, Тайвані, і місцями у північно-східному Китаї, а також на Далекому Сході Росії. Осілий птах. Живе у хвойних і змішаних лісах. Тримається парами та зграйками, стрибаючи по кущах і гілкам дерев.

## Підвиди
- Parus varius varius (Temminck & Schlegel, 1848)
- Parus varius owstoni (Ijima, 1893)
- Parus varius namiyei (Kuroda, 1918)
- Parus varius sunsunpi (Kuroda, 1919)
- Parus varius yakushimensis (Kuroda, 1919)
- Parus varius amamii (Kuroda, 1922)
- Parus varius olivaceus (Kuroda, 1923)
- Parus varius orii (Kuroda, 1923)
- Parus varius castaneoventris (Harrap, 1996)